# Борис Минков
Борис Владимиров Минков e български писател и литературен критик.

## Биография
Роден е в София на 20 януари 1971 г. Завършва немска гимназия (тогава „Георги Кирков“) (1990) и Българска филология в Софийския университет „Св. Климент Охридски“ (1995). Доктор по сравнително литературознание с тема на дисертацията върху новелата у Брох и Цвайг. Научен сътрудник в Института за литература на БАН (1998 – 2013). Доцент по западноевропейска литература в НАТФИЗ „Кръстьо Сарафов“ (от 2013).
Гост преподавател в СУ „Св. Климент Охридски“, Пловдивския университет „Паисий Хилендарски“, АМТИИ Пловдив, Фридрих-Шилер-университет в Йена. Лектор по български език, литература и култура в Хумболтовия университет в Берлин (2009 – 2013).
Редактор в литературното списание „Страница“. Води литературно-критическа рубрика в същото списание от 1997 г.
Редактор на поредицата за дебютна проза „Гамбити“ на издателство „Жанет 45“.

### Белетристика
- Ловци на балади или Scherzo cantabile, разкази и приказки. Пловдив: Страница, 1999 ISBN 954-9824-04-7 [6][7]
- Животът в очакване на портокаловата топка, роман. София: Балкани, 2001 ISBN 954-8353-45-8 [8][9][10][11]
- Презапис или Другият куфар в Берлин, роман. Пловдив: Жанет-45, 2013 ISBN 978-954-491-918-4 [12]

### Критика
- И нова, и българска, Пловдив: Страница, 2003. ISBN 954-9824-26-8 [13]
- Новелата между статута и статуса на сокола, Пловдив: Летера, 2005. ISBN 954-516-578-2
- Град – междинни полета, Пловдив: Жанет-45, 2011. ISBN 978-954-491-691-6 [14][15]
- Висящите полета на българската литература. Пловдив: Сдружение Литературна къща, 2023. ISBN 978-954-9824-31-5

### Учебници
- Учебник по литература за 9. клас. София: Анубис-Булвест 2000, 2018, 224 с. (в съавторство с Боян Биолчев, Николай Аретов и Веселина Тонева)
- Учебник по литература за 10. клас. София: Анубис-Булвест 2000, 2019, 250 с. (в съавторство с Боян Биолчев, Нели Илиева и Веселина Тонева)
- Работни листове по литература за 10. клас. София: Анубис, 2019, 112 с. (в съавторство със Снежана Минковска, Нели Илиева и Диана Николчева)
- Учебник по литература за 11. клас. София: Анубис, 2020, 328 с. (в съавторство с Елка Димитрова и Иван Велчев)
- Учебник по литература за 11.-12. клас - профилирана подготовка. Модул: Критическо четене. София: Клет България, 2020, 256 с. (в съавторство с Бойко Пенчев и Владимир Игнатов)

## Награди
- Наградата „Рашко Сугарев“ за разказ (1998)
- Дъбът на Пенчо (2012 – за монографията „Градът – междинни полета“)[16]
- „Български роман на годината“ на Националния дарителски фонд „13 века България“ (2014, номинация – за романа „Презапис или Другият куфар в Берлин“)[17]